# キム・ドンフン
キム・ドンフン（김동훈、金東勲1989年1月19日 - ）は、韓国のソフトテニス選手。

## 来歴
慶尚南道出身。光州東新高校ーテグカソリック大学-聞慶市庁-順天市庁-NH BANK。

## 四大国際大会戦績
- 2008アジアソフトテニス選手権シングルス、団体優勝。ダブルスベスト8
- 2011世界ソフトテニス選手権シングルス、団体優勝。ダブルス三位
- 2012アジアソフトテニス選手権シングルス優勝（2連覇）。団体準優勝。
- 2013東アジア競技大会　ダブルス、シングルス準優勝。団体三位
- 2014アジア競技大会団体、ダブルス優勝[1]（キム・ドンフン・キム・ボムジュン）。シングルス三位。
- 2015世界選手権ダブルス準優勝（キム・ドンフン・キム・ボムジュン）。団体、シングルス三位。
- 2018アジア競技大会　団体優勝、シングルス三位。